# Armin Rott
Armin Rott (* 1969) ist ein in Deutschland lebender österreichischer Wirtschaftswissenschaftler. Er ist Professor für Volkswirtschaftslehre, insbesondere Medienökonomie an der Universität Hamburg und wissenschaftlicher Leiter der Hamburg Media School.

## Leben
Rott ist der Sohn des Kulturjournalisten Wilfried Rott und schloss 1996 das Studium der Volkswirtschaftslehre an der Universität Bayreuth ab. Anschließend arbeitete er als wissenschaftlicher Mitarbeiter am Lehrstuhl für Wirtschaftspolitik der Universität Dortmund bei Hartmut Berg. 2002 promovierte er dort mit einer medienökonomischen Arbeit zum Thema Werbefinanzierung und Wettbewerb. Im gleichen Jahr wurde ihm der Lehrpreis der Universität Dortmund verliehen. 2004 wurde er auf eine Juniorprofessur für Volkswirtschaftslehre, insbesondere Medienökonomie, an der Universität Hamburg berufen. 2008 folgte er einem Ruf als Professor für Medienökonomie und Internationales Management an der Bauhaus-Universität Weimar. 2010 wurde er Professor für Volkswirtschaftslehre (Medienökonomie) an der wirtschafts- und sozialwissenschaftlichen Fakultät der Universität Hamburg. Seit 2003 ist Rott zudem in unterschiedlichen Leitungspositionen im Fachbereich Medienmanagement an der Hamburg Media School tätig. Seit 2015 ist er dort wissenschaftlicher Leiter und leitet die MBA-Studiengänge zum Medienmanagement.

## Arbeitsschwerpunkte
Rott lehrt und forscht überwiegend zu Themen der Digital- und Medienökonomie, insbesondere zur Nachfrage von Medienprodukten und Themen der Medienregulierung. Seine Forschung konzentriert sich auf die Identifizierung und Quantifizierung der Nachfragedeterminanten von Medienprodukten. Einige seiner Arbeiten, z. B. über den Einfluss von klimatischen Einflüssen auf die Nachfrage von Medienprodukten, haben auf diesem Gebiet wichtige Grundlagen geschaffen. Zudem forscht Rott zu Geschäftsmodellen und Finanzierungsformen von Digital- und Medienprodukten. Seine Arbeiten sind in einschlägigen referierten medienökonomischen und medienwissenschaftlichen Fachzeitschriften erschienen.